# Johannes Ludwig
Johannes Ludwig (Suhl, RDA, 14 de febrero de 1986) es un deportista alemán que compite en luge en la modalidad individual. También es oficial de policía.
Participó en dos Juegos Olímpicos de Invierno, obteniendo en total cuatro medallas, dos en Pyeongchang 2018, oro por equipo (junto con Natalie Geisenberger, Tobias Wendl y Tobias Arlt) y bronce en la prueba individual, y dos oros en Pekín 2022, individual y por equipo (con Natalie Geisenberger, Tobias Wendl y Tobias Arlt).
Ganó tres medallas en el Campeonato Mundial de Luge entre los años 2013 y 2020, y seis medallas en el Campeonato Europeo de Luge entre los años 2010 y 2022.

## Carrera
En 2010 obtuvo su primera medalla internacional, bronce por equipo en el Campeonato Europeo. En 2013 consiguió sus primeras medallas en la prueba individual, bronce en el Campeonato Mundial y bronce en el Campeonato Europeo.
En los Juegos Olímpicos de Pyeongchang 2018 obtuvo la medalla de bronce en la prueba individual, 0,230 s por detrás del ganador, el austríaco David Gleirscher. Cuatro día después ganó el oro en el relevo por equipo.
En su segunda participación olímpica, en Pekín 2022, se coronó campeón en la prueba individual con un tiempo de 3:48,735. Días más tarde conquistó un nuevo oro en la prueba por equipo.

## Palmarés internacional
| Juegos Olímpicos   | Juegos Olímpicos            | Juegos Olímpicos  | Juegos Olímpicos |
| Año                | Lugar                       | Medalla           | Prueba           |
| ------------------ | --------------------------- | ----------------- | ---------------- |
| 2018               | Pyeongchang (Corea del Sur) | Medalla de oro    | Equipo           |
| 2018               | Pyeongchang (Corea del Sur) | Medalla de bronce | Individual       |
| 2022               | Pekín (China)               | Medalla de oro    | Individual       |
| 2022               | Pekín (China)               | Medalla de oro    | Equipo           |
| Campeonato Mundial |                             |                   |                  |
| Año                | Lugar                       | Medalla           | Prueba           |
| 2013               | Whistler (Canadá)           | Medalla de bronce | Individual       |
| 2017               | Igls (Austria)              | Medalla de oro    | Equipo           |
| 2020               | Sochi (Rusia)               | Medalla de oro    | Equipo           |
| Campeonato Europeo |                             |                   |                  |
| Año                | Lugar                       | Medalla           | Prueba           |
| 2010               | Sigulda (Letonia)           | Medalla de bronce | Equipo           |
| 2013               | Oberhof (Alemania)          | Medalla de bronce | Individual       |
| 2014               | Sigulda (Letonia)           | Medalla de plata  | Individual       |
| 2019               | Oberhof (Alemania)          | Medalla de plata  | Equipo           |
| 2021               | Sigulda (Letonia)           | Medalla de plata  | Individual       |
| 2022               | St. Moritz (Suiza)          | Medalla de plata  | Equipo           |